# Ługańska Republika Ludowa
Ługańska Republika Ludowa, ŁRL (ros. Луганская Народная Республика, ЛНР) – państwo nieuznawane utworzone 12 maja 2014 roku przez prorosyjskich separatystów na terytorium Ukrainy. 30 września 2022 roku anektowane przez Federację Rosyjską.
Władze republiki, przede wszystkim dzięki aktywnemu wsparciu ze strony sojuszniczej Rosji, kontrolowały prawie cały ukraiński obwód ługański zamieszkany głównie przez ludność rosyjskojęzyczną, która częściowo popierała jej powstanie. ŁRL uznawana była za państwo marionetkowe zależne od Rosji. Podczas swojego istnienia uznana została jedynie przez 3 państwa członkowskie ONZ: Rosję (21 lutego 2022), Syrię (29 czerwca 2022) i Koreę Północną (13 lipca 2022) oraz 3 inne państwa nieuznawane: Osetię Południową, Abchazję i siostrzaną Doniecką Republikę Ludową (z którą przez rok tworzyła konfederację – Federacyjną Republikę Noworosji).

## Historia
Została ustanowiona 27 kwietnia 2014. 11 maja 2014 na jej terenie zorganizowano referendum, a 12 maja 2014 ogłoszono deklarację niepodległości.
24 maja 2014 Ługańska Republika Ludowa i Doniecka Republika Ludowa podpisały porozumienie o powstaniu Federacyjnej Republiki Noworosji. W 2015, po podpisaniu protokołu mińskiego i wynikającego z niego zawieszenia broni, funkcjonowanie Federacyjnej Republiki Noworosji zostało zawieszone na czas nieograniczony.
Ukraina kwalifikuje ŁRL jako organizację terrorystyczną. GPO stwierdza, że „Ługańska Republika Ludowa” ma jasną hierarchię, kanały finansowania i dostawy broni z Rosji.
Bojówki Ługańskiej i Donieckiej Republiki Ludowej oskarżane są przez stronę ukraińską o liczne zbrodnie wojenne.
21 lutego 2022 niepodległość republiki została uznana przez Federację Rosyjską, 29 czerwca przez Syrię, a 13 lipca przez Koreę Północną.
30 września 2022 po nieuznawanych przez społeczność międzynarodową referendach, republika została anektowana przez Rosję. Rosyjska Duma Państwowa ratyfikowała aneksję 3 października 2022.

Dystrykty Ługańskiej Republiki Ludowej na tle obwodu ługańskiego (przed 2022)

## Podział administracyjny
Po 2014 roku Ługańska Republika Ludowa kontrolowała następujące rejony oraz miasta obwodu ługańskiego:
- Ługańsk
- Ałczewsk
- Antracyt
- Brianka
- Kirowsk
- Krasnodon
- Krasnyj Łucz
- Perwomajsk
- Roweńki
- Stachanow
- Swerdłowśk
- Rejon antracytowski
- Rejon krasnodoński
- Rejon łutuhyński
- Rejon perewalski
- Rejon słowjanoserbski
- Rejon swerdłowśki.

## Siły zbrojne
Siły zbrojne Ługańskiej Republiki Ludowej oficjalnie nazywane są „milicją ludową”. Podzielona jest ona na oddzielne brygady. Najwyższym dowódcą sił zbrojnych jest głowa państwa.